# Onthophagus bicuneus
Onthophagus bicuneus är en skalbaggsart som beskrevs av Kabakov 2008. Onthophagus bicuneus ingår i släktet Onthophagus och familjen bladhorningar. Inga underarter finns listade i Catalogue of Life.